# Левіт Леонід Олександрович
Леонід Олександрович Левіт (10 серпня 1925, Москва — 11 листопада 2022, Київ) — український фотограф-художник. Член Київського фотоклубу (з кінця 1950-х років).

## Життєпис
Народився 10 серпня 1925 р. в Москві в родині музиканта. Освіту здобув самотужки. Під час війни працював на заводі «Уралмаш» у м. Свердловську. Із 1945 року жив і працював у Києві токарем заводу «Маяк».
1958 року придбав свій перший фотоапарат «Зенит С», і невдовзі усвідомив, що фотографія — це його життя. Вже у 1963 заснував та очолив фотостудію театрального портрета. Із 1971 року працював у фотоцентрі «Ексар». Із 1990 р. — у Меморіальному музеї-майстерні І. П. Кавалерідзе.
Помер на 98-му році життя 11 листопада 2022 року в Києві. Похований на Берковецькому кладовищі.

## Творчість
Живучи в Києві, Леонід Олександрович став щирим і послідовним и послідовним адептом української культури. Протягом півстоліття основна сфера його фотографічних інтересів залишалась незмінною — він працював у жанрі психологічного портрета. Створив понад 20 тисяч фотопортретів українських і радянських діячів науки, культури, мистецтва, політики тощо, зокрема композиторів, музикантів, співаків, письменників, літературознавців, художників, акторів, кінематографістів: Д. Шостаковича, Л. Дичко, Г. Нейгауза, С. Ріхтера, М. Ростроповича, І. Блажкова, Д. Гнатюка, Д. Павличка, Т. Яблонської, М. Примаченко, Н. Ужвій, І. Кавалерідзе, В. Талашка, О. Матешко та багатьох інших. У його роботах зафіксовано риси неординарних людей — мислячих, захоплених, натхненних, працьовитих. Деякі знімки зберігаються в Музеї-майстерні І. Кавалерідзе, Музеї видатних діячів української культури, Національному музеї літератури України, Національному музеї історії України.
Іраклій Андроников якось сказав: «Я зрозумів: у мистецтві фотографії існує два методи — шрапнельний і снайперський. Левіт — із розряду снайперів».
Учасник і багаторазовий лауреат республіканських фотовиставок, конкурсів з кінця 1950-х років. Автор ілюстрацій до видань: «Іван Кавалерідзе. Скульптура» (К., 1997), «„Ярослав Мудрий“ Івана Кавалерідзе» (К., 1998) та інших. Один із виконавців проєкту «Творці незалежності».